# San Mariano
San Mariano est une municipalité de la province d’Isabela, aux Philippines.